# Rajada rápida de rádio
Uma rajada rápida de rádio (em inglês: FRB) é um fenômeno astrofísico de alta energia que se manifesta como um pulso de rádio transitório com duração de apenas alguns milissegundos. As rajadas rápida de rádio mostram uma dispersão dependente da frequência consistente com a propagação através de um plasma ionizado.  Em apenas um milissegundo, uma única explosão libera mais energia do que o nosso Sol emite em 80 anos.

## Aplicação
Usando sinais de uma rara rajada rápida de rádio do espaço para testar um dos princípios básicos subjacentes teoria da Relatividade Geral de Einstein  mostrou ser de dez a cem vezes melhor do que os métodos de teste anteriores que utilizavam pulsos de raios gama.

## Localização
Explosões rápidas de rádio vêm da periferia de suas galáxias domésticas. Uma equipe de pesquisa descobriu que quatro explosões vieram de galáxias massivas que estão formando novas estrelas a um ritmo modesto.

## Rajadas observadas
As rajadas rápidas de rádio são nomeadas pela data em que o sinal foi gravado, como "FRB AAMMDD".

### 2007 (Lorimer Burst)
O primeiro FRB detectado, o Lorimer Burst FRB 010724, foi descoberto em 2007 quando Duncan Lorimer designou seu aluno David Narkevic para examinar os dados de arquivo obtidos em 2001 pela antena de Parkes na Austrália.

### 2010
Em 2010, houve um relatório de 16 pulsos semelhantes, claramente de origem terrestre, detectados pelo radiotelescópio de Parkes e com o nome de perytons.

### 2011
Em 2015, o FRB 110523 foi descoberto em dados de arquivo coletados em 2011 no telescópio de Green Bank.

### 2018
Em novembro de 2018, o radiotelescópio da Australian Square Kilometer Arrometer Pathfinder (ASKAP) identificou FRB 181112. O sinal de FRB 181112 era composto por alguns pulsos, cada um com duração inferior a 40 microssegundos.  Essa explosão de ondas de rádio cósmicas ocorreu quase imperturbável, sugerindo que o halo tem uma densidade surpreendentemente baixa e um campo magnético fraco.

### 2020
Detectado em 28 de abril de 2020, vindo do magnetar SGR 1935 2154 localizado a 30.000 anos-luz de distância na constelação de Vulpecula. O evento durou 0,585 e 0,355 milissegundos, com o segundo ocorrendo aproximadamente 0,03 segundos após o primeiro.

### 2021
Nos dias 2 e 3 de Abril de 2021, astrônomos do Australian Square Kilometer Array Pathfinder (ASKAP) relataram a detecção dos FRB 20210401A e 20210402A que são provavelmente repetições de FRB 20201124A, um FRB repetitivo com atividade recente de explosão muito alta, que foi reportado anteriormente pela colaboração CHIME/FRB.

## Lista de rajadas de rádio rápidas
Os itens são listados aqui se as informações sobre o burst rápido de rádio tiverem sido publicadas. Embora possa haver milhares de eventos detectáveis por dia, apenas os detectados são listados.
| Nome            | Data e hora (UTC) para 1581.804688 MHz | RA (J2000)     | Decl. (J2000)  | DM (pc.cm−3)  | Largura (ms)     | Fluxo de pico (Jy) | Distância máxima estimada de movimento (Gly) | Distância de movimento observada (Gly) | Notas |
| --------------- | -------------------------------------- | -------------- | -------------- | ------------- | ---------------- | ------------------ | -------------------------------------------- | -------------------------------------- | --- |
| FRB 010312      | 2001-03-12 11:06:47.98                 | 05h 27m        | -64° 56′       | 1187±14       | 24.3±1.3         | 0.2±0.05           | 10.14±0.15                                   | —                                      | |
| FRB 010621      | 2001-06-21 13:02:11.30                 | 18h 52m        | -08° 30′       | 748±3         | 8+4 −2.3         | 0.53+0.26 −0.09    | 2.41±0.03                                    | —                                      | |
| FRB 010724      | 2001-07-24 19:50:01.69                 | 01h 18m        | -75° 12′       | 375±3         | 13+5 −11         | 30+10 −10          | 3.42±0.05                                    | —                                      | "Lorimer Burst" |
| FRB 011025      | 2001-01-25 00:29:15.79                 | 19h 07m        | -40° 37′       | 790.3±3       | 9.4±0.2          | 0.54+0.11 −0.07    | 6.62±0.10                                    | —                                      | Anunciado em 2014 como FRB 011025 (a partir de dados arquivados em 2001). |
| FRB 090625      | 2009-06-25 21:53:52.85                 | 03h 07m        | -29° 55′       | 899.55±0.01   | 1.9+0 −1.9       | 1.14+0.42 −0.21    | 8.22±0.12                                    | —                                      | |
| FRB 110214      | 2011-02-14 07:14:10.353                | 01h 21m        | -49° 47′       | 168.9±0.5     | 1.9±0.9          | 27+1028 −0         | 1.79±0.02                                    | —                                      | |
| FRB 110220      | 2011-02-20 01:55:48.096                | 22h 35m        | -12° 24′       | 944.38±0.05   | 5.6±0.1          | 1.3                | 8.48±0.12                                    | —                                      | |
| FRB 110523      | 2011-05-23 15:06:19.7                  | 21h 45m        | -00° 10′       | 623.30±0.06   | 1.73±0.17        | 0.6                | 5.77±0.09                                    | —                                      | 700–900 MHz no radiotelescópio Green Bank, detecção de polarização circular e linear. |
| FRB 110626      | 2011-06-26 21:33:17.477                | 21h 04m        | -44° 44′       | 723.0±0.3     | 1.41+1.22 −0.45  | 0.63+1.22 −0.12    | 6.62±0.10                                    | —                                      | |
| FRB 110703      | 2011-07-03 18:59:40.607                | 23h 31m        | -02° 52′       | 1103.6±0.7    | 3.9+2.24 −1.85   | 0.48+0.28 −0.10    | 9.72±0.14                                    | —                                      | |
| FRB 120127      | 2012-01-27 08:11:21.725                | 23h 15m        | -18° 26′       | 553.3±0.3     | 1.21+0.64 −0.25  | 0.62+0.35 −0.10    | 5.25±0.09                                    | —                                      | |
| FRB 121002.1    | 2012-10-02 13:09:18.402                | 18h 15m        | -85° 12′       | 1629.18±0.02  | 5.44+3.5 −1.2    | 0.39               | 12.82±0.17                                   | —                                      | rajada dupla com 5,1 ms de distância |
| FRB 121002.2    | 2012-10-02 13:09:18.46                 | 18h 15m        | -85° 12′       | 1629.18±0.02  | 5.44+3.5 −1.2    | 0.43+0.33 −0.06    | 12.82±0.17                                   | —                                      | rajada dupla com 5,1 ms de distância |
| FRB 121029      | 2012-10-29 16:06:26.0                  | 00h 12m        | +42° 04′       | 732±5         | 320±40           | 0.34               | 6.46±0.10                                    | —                                      | |
| FRB 121102      | 2012-11-02 06:35:53.244                | 05h 31m 58.7s  | +33° 08′ 52.6″ | 557±2         | 3.0±0.5          | 0.4+0.4 −0.1       | 3.85±0.06                                    | —                                      | por rádio telescópio de Arecibo |
| FRB 130626      | 2013-06-26 14:55:59.771                | 16h 27m        | -07° 28′       | 952.4±0.1     | 1.98+1.2 −0.44   | 0.74+0.49 −0.11    | 8.22±0.12                                    | —                                      | |
| FRB 130628      | 2013-06-28 03:58:00.178                | 09h 03m        | +03° 26′       | 469.88±0.01   | 0.64±0.13        | 1.91+0.29 −0.23    | 4.30±0.08                                    | —                                      | |
| FRB 130729      | 2013-07-29 09:01:51.19                 | 13h 41m        | -06° 00′       | 861±2         | 15.61+9.98 −6.27 | 0.22+0.17 −0.046   | 7.80±0.11                                    | —                                      | |
| FRB 131030      | 2013-10-30 16:13:15.00                 | 00h 25m        | +39° 59′       | 203±4         | 530±40           | 0.24               | 1.50±0.02                                    | —                                      | |
| FRB 131104      | 2013-11-04 18:04:01.2                  | 06h 44m        | -51° 17′       | 779±1         | 2.37+0.89 −0.45  | 1.16+0.35 −0.126   | 6.88±0.10                                    | —                                      | 'perto da' Galáxia Esferoidal Anã Carina |
| FRB 140212      | 2014-02-12 10:31:14.00                 | 01h 31m        | +30° 32′       | 910±4         | 390±40           | 0.26               | 8.15±0.12                                    | —                                      | |
| FRB 140514      | 2014-05-14 17:14:11.06                 | 22h 34m        | -12° 19′       | 562.7±0.6     | 2.8+3.5 −0.7     | 0.47+0.099 −0.136  | 5.32±0.08                                    | —                                      | Polarização circular de 21 ± 7 por cento (3σ) |
| FRB 141113      | 2014-11-13 07:42:55.22                 | 06h 13m        | +18° 47′       | 400.3         | 2                | 0.039              | 1.96±0.02                                    | —                                      | |
| FRB 141216      | 2014-12-16 13:03:24.00                 | 00h 14m        | +41° 38′       | 545±5         | 870±40           | 0.23               | 4.83±0.09                                    | —                                      | |
| FRB 150215      | 2015-02-15 20:41:41.714                | 18h 17m        | −04° 54′       | 1105.6±0.8    | 2.88+1.2 −0.57   | 0.7+0.28 −0.095    | 6.72±0.10                                    | —                                      | 43% linear 3% circular polarizado |
| FRB 150418      | 2015-04-18 04:29:06.657                | 07h 17m        | -19° 01′       | 776.2±0.5     | 0.8±0.3          | 2.2+0.6 −0.3       | 5.84±0.09                                    | —                                      | Detecção de polarização linear. A origem da rajada é contestada. |
| FRB 150517.1    | 2015-05-17 17:42:08.712                | 05h 31m 58.7s  | +33° 08′ 52.6″ | 560±4         | 3.8±0.4          | 0.03               | 3.85±0.06                                    | —                                      | 10 rajadas repetidas no local FRB 121102: 2 rajadas em 17 de maio e 8 rajadas em 2 de junho |
| FRB 150517.2    | 2015-05-17 17:51:40.921                | 05h 31m 58.7s  | +33° 08′ 52.6″ | 566±10        | 3.3±0.4          | 0.03               | 3.85±0.06                                    | —                                      | 10 rajadas repetidas no local FRB 121102: 2 rajadas em 17 de maio e 8 rajadas em 2 de junho |
| FRB 150602.1    | 2015-06-02 16:38:07.575                | 05h 31m 58.7s  | +33° 08′ 52.6″ | 555±3         | 4.6±0.3          | 0.04               | 3.85±0.06                                    | —                                      | 10 rajadas repetidas no local FRB 121102: 2 rajadas em 17 de maio e 8 rajadas em 2 de junho |
| FRB 150602.2    | 2015-06-02 16:47:36.484                | 05h 31m 58.7s  | +33° 08′ 52.6″ | 558±10        | 8.7±1.5          | 0.02               | 3.85±0.06                                    | —                                      | 10 rajadas repetidas no local FRB 121102: 2 rajadas em 17 de maio e 8 rajadas em 2 de junho |
| FRB 150602.3    | 2015-06-02 17:49:18.627                | 05h 31m 58.7s  | +33° 08′ 52.6″ | 559±10        | 2.8±0.4          | 0.02               | 3.85±0.06                                    | —                                      | 10 rajadas repetidas no local FRB 121102: 2 rajadas em 17 de maio e 8 rajadas em 2 de junho |
| FRB 150602.4    | 2015-06-02 17:49:41.319                | 05h 31m 58.7s  | +33° 08′ 52.6″ | —             | 6.1±1.4          | 0.02               | 3.85±0.06                                    | —                                      | 10 rajadas repetidas no local FRB 121102: 2 rajadas em 17 de maio e 8 rajadas em 2 de junho |
| FRB 150602.5    | 2015-06-02 17:50:39.298                | 05h 31m 58.7s  | +33° 08′ 52.6″ | 556.5±3.7     | 6.6±0.1          | 0.14               | 3.85±0.06                                    | —                                      | 10 rajadas repetidas no local FRB 121102: 2 rajadas em 17 de maio e 8 rajadas em 2 de junho |
| FRB 150602.6    | 2015-06-02 17:53:45.528                | 05h 31m 58.7s  | +33° 08′ 52.6″ | 557.4±3.7     | 6.0±0.3          | 0.05               | 3.85±0.06                                    | —                                      | 10 rajadas repetidas no local FRB 121102: 2 rajadas em 17 de maio e 8 rajadas em 2 de junho |
| FRB 150602.7    | 2015-06-02 17:56:34.787                | 05h 31m 58.7s  | +33° 08′ 52.6″ | 558.7±4.9     | 8.0±0.5          | 0.05               | 3.85±0.06                                    | —                                      | 10 rajadas repetidas no local FRB 121102: 2 rajadas em 17 de maio e 8 rajadas em 2 de junho |
| FRB 150602.8    | 2015-06-02 17:57:32.020                | 05h 31m 58.7s  | +33° 08′ 52.6″ | 556.5±1.1     | 3.06±0.04        | 0.31               | 3.85±0.06                                    | —                                      | 10 rajadas repetidas no local FRB 121102: 2 rajadas em 17 de maio e 8 rajadas em 2 de junho |
| FRB 150610      | 2015-06-10 05:26:59.396                | 10h 44m        | -40° 05′       | 1593.9±0.6    | 2±1              | 0.7±0.2            | 12.17±0.16                                   | —                                      | |
| FRB 150807      | 2015-08-07 17:53:55.83                 | 22h 43m        | -55° 05′       | 266.5±0.1     | 0.35±0.05        | 128±5              | 2.45±0.03                                    | —                                      | |
| FRB 151018.1    | 2015-10-18 01:05:48.00                 | 05h 31m 58.7s  | +33° 08′ 52.6″ | 570±5         | 650+0 −650       | 1.4                | 3.85±0.06                                    | —                                      | rajada dupla com 2,5 segundos de intervalo no local FRB121102 |
| FRB 151018.2    | 2015-10-18 01:05:50.50                 | 05h 31m 58.7s  | +33° 08′ 52.6″ | 570±5         | 400+0 −400       | 1.4                | 3.85±0.06                                    | —                                      | rajada dupla com 2,5 segundos de intervalo no local FRB121102 |
| FRB 151113      | 2015-11-13 08:32:42.375                | 05h 31m 58.7s  | +33° 08′ 52.6″ | 559.9±7.1     | 6.73±1.12        | 0.04               | 3.85±0.06                                    | —                                      | 5 rajadas repetidas no local FRB121102: 1 rajada em 13 de novembro e 4 rajadas em 19 de novembro |
| FRB 151119.1    | 2015-11-19 10:44:40.524                | 05h 31m 58.7s  | +33° 08′ 52.6″ | 565.1±5.2     | 6.1±0.57         | 0.06               | 3.85±0.06                                    | —                                      | 5 rajadas repetidas no local FRB121102: 1 rajada em 13 de novembro e 4 rajadas em 19 de novembro |
| FRB 151119.2    | 2015-11-19 10:51:34.957                | 05h 31m 58.7s  | +33° 08′ 52.6″ | 568.8±6.6     | 6.14±1           | 0.04               | 3.85±0.06                                    | —                                      | 5 rajadas repetidas no local FRB121102: 1 rajada em 13 de novembro e 4 rajadas em 19 de novembro |
| FRB 151119.3    | 2015-11-19 10:58:56.234                | 05h 31m 58.7s  | +33° 08′ 52.6″ | —             | 4.3±1.4          | 0.02               | 3.85±0.06                                    | —                                      | 5 rajadas repetidas no local FRB121102: 1 rajada em 13 de novembro e 4 rajadas em 19 de novembro |
| FRB 151119.4    | 2015-11-19 11:05:52.492                | 05h 31m 58.7s  | +33° 08′ 52.6″ | 560.0±6.4     | 5.97±0.35        | 0.09               | 3.85±0.06                                    | —                                      | 5 rajadas repetidas no local FRB121102: 1 rajada em 13 de novembro e 4 rajadas em 19 de novembro |
| FRB 151125      | 2015-11-25 15:42:36.00                 | 01h 32m        | +30° 59′       | 273±4         | 1680±40          | 0.54               | 2.38±0.03                                    | —                                      | |
| FRB 151206      | 2015-12-06 06:17:52.78                 | 19h 21m        | -04° 08′       | 1909.8±0.6    | 3±0.6            | 0.3±0.04           | 14.29±0.20                                   | —                                      | |
| FRB 151208      | 2015-12-08 04:54:40.26                 | 05h 31m 58.7s  | +33° 08′ 52.6″ | 558.6±1.7     | 2.5±0.23         | 0.03               | 3.85±0.06                                    | —                                      | na localização FRB121102 |
| FRB 151230      | 2015-12-30 16:15:46.525                | 09h 41m        | -03° 27′       | 960.4±0.5     | 4.4±0.5          | 0.42±0.03          | 8.90±0.13                                    | —                                      | |
| FRB 160102      | 2016-01-02 08:28:39.374                | 22h 39m        | -30° 11′       | 2596.1±0.3    | 3.4±0.8          | 0.5±0.1            | 17.81±0.27                                   | —                                      | |
| FRB 160206      | 2016-02-06 10:26:50.00                 | 01h 01m        | +41° 38′       | 1262±5        | 1590±40          | 0.26               | 10.67±0.15                                   | —                                      | |
| FRB 160317      | 2016-03-17 09:00:36.53                 | 07h 54m        | -29° 37′       | 1165±11       | 21±7             | 3                  | 8.09±0.11                                    | —                                      | Primeiro FRB observado pelo interferômetro UTMOST |
| FRB 160410      | 2016-04-10 08:33:39.68                 | 08h 41m        | +06° 05′       | 278±3         | 4±1              | 7                  | 2.35±0.03                                    | —                                      | |
| FRB 160608      | 2016-06-08 03:53:01.088                | 07h 37m        | -40° 48′       | 682±7         | 9±6              | 4.3                | 4.60±0.09                                    | —                                      | |
| FRB 160823      | 2016-08-23 17:51:23.921                | 05h 31m 58.7s  | +33° 08′ 52.6″ | 567±2         | 2                | —                  | 3.85±0.06                                    | —                                      | na localização FRB121102 |
| FRB 160920      | 2016-09-20 03:05:43.00                 | 05h 34m        | +41° 45′       | 1767±4        | 5000             | 0.22               | 12.23±0.16                                   | —                                      | |
| FRB 161202      | 2016-12-02 13:24:54.00                 | 23h 44m        | +40° 48′       | 291±4         | 810±40           | 0.29               | 2.38±0.03                                    | —                                      | |
| FRB 170107      | 2017-01-07 20:05:08.139                | 11h 23m        | -05° 00′       | 609.5±0.5     | 2.4±0.2          | 24.1               | 5.81±0.09                                    | —                                      | primeiro por ASKAP, alta fluência ~ 58 Jy ms. Em Leo. Latitude galáctica 51 °, Distância 3.1 Gpc, energia isotrópica ~ 3 x 1034 J                                                                   |
| FRB 170416      | 2017-04-16 23:11:12.799                | 22h 13m        | -55° 02′       | 523.2±0.2     | 5±0.6            | 19.4               | 4.92±0.09                                    | —                                      | |
| FRB 170428      | 2017-04-28 18:02:34.700                | 21h 47m        | -41° 51′       | 991.7±0.9     | 4.4±0.5          | 7.7                | 8.84±0.13                                    | —                                      | |
| FRB 170606      | 2017-06-06 10:03:27.00                 | 05h 34m        | +41° 45′       | 247±5         | 3300             | 0.54               | —                                            | —                                      | |
| FRB 170707      | 2017-07-07 06:17:34.354                | 02h 59m        | -57° 16′       | 235.2±0.6     | 3.5±0.5          | 14.8               | 2.15±0.02                                    | —                                      | |
| FRB 170712      | 2017-07-12 13:22:17.394                | 22h 36m        | -60° 57′       | 312.79±0.07   | 1.4±0.3          | 37.8               | 2.94±0.04                                    | —                                      | |
| FRB 170826.1-15 | 2017-08-26 13:52:01.252                | 05h 31m 58.7s  | +33° 08′ 52.6″ | 565±5         | 1.74             | 0.38               | 3.85±0.06                                    | —                                      | Mais 15 rajadas no local do FRB 121102 detectadas pelo Green Bank Telescope em um intervalo de 24 minutos, elevando o total de rajadas recebidas deste local para 34.                               |
| FRB 170827      | 2017-08-27 16:20:18                    | 00h 49m        | -65° 33′       | 176.80±0.04   | 0.40±0.01        | 60±20              | 1.57±0.02                                    | —                                      | DM baixo |
| FRB 170906      | 2017-09-06 13:06:56.488                | 22h 00m        | -19° 57′       | 390.3±0.4     | 2.5±0.3          | 29.6               | 3.69±0.05                                    | —                                      | |
| FRB 170922      | 2017-09-22 11:23:33.4                  | 21h 30m        | -08° 00′       | 1111±1        | 34.1+2.6 −2.8    | 2.3±0.5            | 9.03±0.13                                    | —                                      | espalhamento extremo (pulso longo) |
| FRB 171003      | 2017-10-03 04:07:23.781                | 12h 30m        | -14° 07′       | 463.2±1.2     | 2.0±0.2          | 40.5               | 4.37±0.08                                    | —                                      | |
| FRB 171004      | 2017-10-04 03:23:39.250                | 11h 58m        | -11° 54′       | 304.0±0.3     | 2.0±0.3          | 22                 | 2.84±0.04                                    | —                                      | |
| FRB 171019      | 2017-10-19 13:26:40.097                | 22h 18m        | -08° 35′       | 460.8±1.1     | 5.4±0.3          | 40.5               | 4.37±0.08                                    | —                                      | repetindo FRB |
| FRB 171020      | 2017-10-20 10:27:58.598                | 22h 15m        | -19° 40′       | 114.1±0.2     | 3.2±0.5          | 117.6              | 0.85±0.01                                    | —                                      | |
| FRB 171116      | 2017-11-16 14:59:33.305                | 03h 31m        | -17° 14′       | 618.5±0.5     | 3.2±0.5          | 19.6               | 5.87±0.09                                    | —                                      | |
| FRB 171209      | 2017-12-09 20:34:23.5                  | 15h 50m        | -46° 10′       | 1457.4±0.03   | 2.5              | 1.48               | 14.71±0.21                                   | —                                      | |
| FRB 171213      | 2017-12-13 14:22:40.467                | 03h 39m        | -10° 56′       | 158.6±0.2     | 1.5±0.2          | 88.6               | 1.34±0.02                                    | —                                      | |
| FRB 171216      | 2017-12-16 17:59:10.822                | 03h 28m        | -57° 04′       | 203.1±0.5     | 1.9±0.3          | 21                 | 1.79±0.02                                    | —                                      | |
| FRB 180110      | 2018-01-10 07:34:34.959                | 21h 53m        | -35° 27′       | 715.7±0.2     | 3.2±0.2          | 128.1              | 6.69±0.10                                    | —                                      | |
| FRB 180119      | 2018-01-19 12:24:40.747                | 03h 29m        | -12° 44′       | 402.7±0.7     | 2.7±0.5          | 40.7               | 3.85±0.06                                    | —                                      | |
| FRB 180128.1    | 2018-01-28 00:59:38.617                | 13h 56m        | -06° 43′       | 441.4±0.2     | 2.9±0.3          | 17.5               | 4.24±0.07                                    | —                                      | |
| FRB 180128.2    | 2018-01-28 04:53:26.796                | 22h 22m        | -60° 15′       | 495.9±0.7     | 2.3±0.2          | 28.7               | 4.73±0.09                                    | —                                      | |
| FRB 180130      | 2018-01-30 04:55:29.993                | 21h 52m        | -38° 34′       | 343.5±0.4     | 4.1±1            | 23.1               | 3.23±0.05                                    | —                                      | |
| FRB 180131      | 2018-01-31 05:45:04.320                | 21h 50m        | -40° 41′       | 657.7±0.5     | 4.5±0.4          | 22.2               | 6.16±0.09                                    | —                                      | |
| FRB 180212      | 2018-02-12 23:45:04.399                | 14h 21m        | -03° 35′       | 167.5±0.5     | 1.81±0.06        | 53                 | 1.47±0.02                                    | —                                      | |
| FRB 180301      | 2018-03-01 07:34:19.76                 | 06h 13m        | +04° 34′       | 520           | 3                | 0.5                | —                                            | —                                      | espectro positivo, do Breakthrough Listen |
| FRB 180309      | 2018-03-09 02:49:32.99                 | 21h 25m        | -33° 59′       | 263.42±0.01   | 0.475            | 27.6               | 2.41±0.03                                    | —                                      | |
| FRB 180311      | 2018-03-11 04:11:54.80                 | 21h 32m        | -57° 44′       | 1570.9±0.5    | 13.4             | 0.15               | 16.86±0.25                                   | —                                      | |
| FRB 180315      | 2018-03-15 05:05:30.985                | 19h 35m        | -26° 50′       | 479±0.4       | 2.4±0.3          | 23.3               | 4.57±0.09                                    | —                                      | |
| FRB 180321      | 2018-03-21 07:05:54.00                 | 00h 33m        | +42° 02′       | 594±5         | 1670±40          | 0.54               | 5.35±0.09                                    | —                                      | |
| FRB 180324      | 2018-03-24 09:31:46.706                | 06h 16m        | -34° 47′       | 431±0.4       | 4.3±0.5          | 16.5               | 3.78±0.06                                    | —                                      | |
| FRB 180417      | 2018-04-17 13:18:31.00                 | 12h 25m        | +14° 13′       | 474.8         | 2.52             | 21.8               | 4.63±0.09                                    | —                                      | |
| FRB 180430      | 2018-04-30 10:00:35.70                 | 06h 51m        | -09° 57′       | 264.1±0.5     | 1.2              | 147.5±3.3          | 1.08±0.01                                    | —                                      | |
| FRB 180515      | 2018-05-15 21:57:26.485                | 23h 13m        | -42° 15′       | 355.2±0.5     | 1.9±0.4          | 24.2               | 2.58±0.04                                    | —                                      | |
| FRB 180525      | 2018-05-25 15:19:06.515                | 14h 40m        | -02° 12′       | 388.1±0.3     | 3.8±0.1          | 78.9               | 3.72±0.05                                    | —                                      | |
| FRB 180528      | 2018-05-28 04:24:00.9                  | 06h 39m        | -49° 54′       | 899.3±0.6     | 2.0±0.2          | 15.75              | 9.75±0.14                                    | —                                      | |
| FRB 180714      | 2018-07-14 10:00:08.7                  | 17h 46m        | -11° 46′       | 1467.92±0.3   | 2.9              | 0.6                | 14.87±0.21                                   | —                                      | |
| FRB 180725      | 2018-07-25 17:59:32.813                | 06h 13m        | +67° 04′       | 715.98±0.02   | 0.31+0.08 −0.07  | 39                 | 6.43±0.10                                    | —                                      | primeira detecção de um FRB em frequências de rádio abaixo de 700 MHz detecção em tempo real por CHIME                                                                                              |
| FRB 180727      | 2018-07-27 00:52:04.474                | 13h 11m        | +26° 26′       | 642.07±0.03   | 0.78±0.16        | 18                 | 6.20±0.10                                    | —                                      | |
| FRB 180729.1    | 2018-07-29 00:48:19.238                | 13h 16m        | +55° 32′       | 109.61±0.002  | 0.12±0.01        | 283                | 0.85±0.01                                    | —                                      | |
| FRB 180729.2    | 2018-07-29 17:28:18.258                | 05h 58m        | +56° 30′       | 317.37±0.01   | 0.08             | 113                | 2.38±0.03                                    | —                                      | |
| FRB 180730      | 2018-07-30 03:37:25.937                | 03h 53m        | +87° 12′       | 849.047±0.002 | 0.42±0.04        | 119                | 7.66±0.11                                    | —                                      | |
| FRB 180801      | 2018-08-01 08:47:14.793                | 21h 30m        | +72° 43′       | 656.2±0.03    | 0.51±0.09        | 55                 | 5.71±0.09                                    | —                                      | |
| FRB 180806      | 2018-08-06 14:13:03.107                | 15h 15m        | +75° 38′       | 739.98±0.03   | 0.69             | 35                 | 6.91±0.11                                    | —                                      | |
| FRB 180810.1    | 2018-08-10 17:28:54.614                | 06h 46m        | +34° 52′       | 414.95±0.02   | 0.27             | 41                 | 3.29±0.05                                    | —                                      | |
| FRB 180810.2    | 2018-08-10 22:40:42.493                | 11h 59m        | +83° 07′       | 169.134±0.002 | 0.28±0.03        | 61                 | 1.34±0.02                                    | —                                      | |
| FRB 180812      | 2018-08-12 11:45:32.872                | 01h 12m        | +80° 47′       | 802.57±0.04   | 1.25+0.49 −0.47  | 14                 | 7.08±0.11                                    | —                                      | |
| FRB 180814.1    | 2018-08-14 14:20:14.440                | 15h 54m        | +74° 01′       | 238.32±0.01   | 0.18             | 139                | 2.12±0.02                                    | —                                      | |
| FRB 180814.2    | 2018-08-14 14:49:48.022                | 04h 22m 22s    | +73° 40′       | 189.38±0.09   | 2.6±0.2          | 8.1                | 1.11±0.01                                    | —                                      | Detectado por CHIME. Segundo FRB repetido a ser descoberto e o primeiro desde 2012. |
| FRB 180817      | 2018-08-17 01:49:20.202                | 15h 33m        | +42° 12′       | 1006.84±0.002 | 0.37             | 70                 | 9.20±0.14                                    | —                                      | |
| FRB 180906      | 2018-09-06 01:17:47.380                | 04h 22m 22s    | +73° 40′       | 191±3         | 3.9              | 5.4                | 1.11±0.01                                    | —                                      | na localização FRB 180814.2 |
| FRB 180911      | 2018-09-11 12:59:13.733                | 04h 22m 22s    | +73° 40′       | 189.8±0.9     | 7.9              | 0.43               | 1.11±0.01                                    | —                                      | na localização FRB 180814.2 |
| FRB 180916      | 2018-09-16 10:15:19.803                | 01h 58m 00.75s | +65° 43′ 00.5″ | 349.2±0.4     | 1.4±0.07         | 1.4±0.6            | 1.63±0.02                                    | 0.45±0.02                              | repetindo FRB localizado em uma galáxia espiral próxima |
| FRB 180917      | 2018-09-17 00:46:35.359                | 04h 22m 22s    | +73° 40′       | 189.5±0.1     | 63               | 1.0                | 1.11±0.01                                    | —                                      | na localização FRB 180814.2 |
| FRB 180919      | 2018-09-19 12:36:09.141                | 04h 22m 22s    | +73° 40′       | 190±0.1       | 16               | 0.75               | 1.11±0.01                                    | —                                      | na localização FRB 180814.2 |
| FRB 180924      | 2018-09-24 16:23:12.6265               | 21h 44m 25.26s | -40° 54′ 00.1″ | 361.42±0.06   | 1.3±0.09         | 16                 | 4.26±0.07                                    | 3.99±0.06                              | primeiro FRB não repetitivo cuja fonte foi localizada |
| FRB 181016      | 2018-10-16 04:16:56.30                 | 15h 46m        | -25° 25′       | 1982.8±2.8    | 8.6+0.7 −0.8     | 10.19              | 17.78±0.27                                   | —                                      | |
| FRB 181017.1    | 2018-10-17 10:24:37.40                 | 22h 06m        | -08° 51′       | 239.97±0.03   | 0.33             | 90                 | 2.54±0.04                                    | —                                      | |
| FRB 181017.2    | 2018-10-17 23:26:11.86                 | 17h 05m        | +68° 17′       | 1281.9±0.4    | 13.4±0.1         | 0.4±0.3            | 10.89±0.15                                   | —                                      | repetindo FRB |
| FRB 181019      | 2018-10-19 08:13:22.75                 | 01h 58m 00.75s | +65° 43′ 00.5″ | 349.0±0.6     | 4.1±0.3          | 0.6±0.3            | 1.63±0.02                                    | 0.45±0.02                              | estourou na localização FRB 180916 |
| FRB 181028      | 2018-10-28 10:12:31.477                | 04h 22m 22s    | +73° 40′       | 188.9±0.5     | 42               | 0.29               | 1.11±0.01                                    | —                                      | na localização FRB 180814.2 |
| FRB 181030.1    | 2018-10-30 04:13:13.025                | 10h 54m        | +73° 44′       | 103.5±0.7     | 0.59±0.08        | 3.2±1.7            | 0.68±0.01                                    | 0.088±0.003                            | repetindo FRB, provavelmente originado de NGC 3403. |
| FRB 181030.2    | 2018-10-30 04:16:21.654                | 10h 54m        | +73° 44′       | 103.5±0.3     | 1.43±0.08        | 3.1±1.4            | 0.68±0.01                                    | 0.088±0.003                            | repetindo FRB, provavelmente originado de NGC 3403. |
| FRB 181104.1    | 2018-11-04 06:57:18.585                | 01h 58m 00.75s | +65° 43′ 00.5″ | 349.5±0.3     | 1.37±0.07        | 1.4±0.5            | 1.63±0.02                                    | 0.45±0.02                              | estourou na localização FRB 180916 |
| FRB 181104.2    | 2018-11-04 07:07:01.591                | 01h 58m 00.75s | +65° 43′ 00.5″ | 349.6±0.2     | 6.3±1.1          | 0.4±0.2            | 1.63±0.02                                    | 0.45±0.02                              | estourou na localização FRB 180916 |
| FRB 181112      | 2018-11-12 17:31:15.483                | 21h 49m        | -52° 58′       | 589.27±0.03   | 2.1±0.2          | 12                 | 4.96±0.09                                    | 5.81±0.10                              | localizado em uma pequena galáxia |
| FRB 181119      | 2018-11-19 16:49:03.191                | 12h 42m        | +65° 08′       | 364.2±1       | 6.3±0.6          | 0.3±0.2            | 3.49±0.05                                    | —                                      | repetindo FRB |
| FRB 181120      | 2018-11-20 05:56:06.232                | 01h 58m 00.75s | +65° 43′ 00.5″ | 349.9±0.6     | 1.1±0.09         | 1.1±0.5            | 1.63±0.02                                    | 0.45±0.02                              | estourou na localização FRB 180916 |
| FRB 181128      | 2018-11-28 08:27:41.740                | 04h 56m        | +63° 23′       | 450.2±0.3     | 2.43±0.16        | 0.5±0.3            | 3.56±0.05                                    | —                                      | repetindo FRB |
| FRB 181219      | 2018-12-19 07:04:41.678                | 04h 56m        | +63° 23′       | 450.8±0.3     | 5.5±0.7          | 0.3±0.2            | 3.56±0.05                                    | —                                      | repetindo FRB |
| FRB 181222      | 2018-12-22 03:59:23.208                | 01h 58m 00.75s | +65° 43′ 00.5″ | 349.1±0.1     | 4.95±0.01        | 4.9±1.8            | 1.63±0.02                                    | 0.45±0.02                              | estourou na localização FRB 180916 |
| FRB 181223      | 2018-12-23 03:51:28.960                | 01h 58m 00.75s | +65° 43′ 00.5″ | 349.7±0.7     | 1.06±0.05        | 1.7±0.6            | 1.63±0.02                                    | 0.45±0.02                              | estourou na localização FRB 180916 |
| FRB 181225      | 2018-12-25 03:53:03.926                | 01h 58m 00.75s | +65° 43′ 00.5″ | 348.9±0.7     | 1.3±0.3          | 0.4±0.2            | 1.63±0.02                                    | 0.45±0.02                              | estourou na localização FRB 180916 |
| FRB 181226      | 2018-12-26 03:43:30.107                | 01h 58m 00.75s | +65° 43′ 00.5″ | 348.8±0.2     | 0.87±0.03        | 1.6±0.6            | 1.63±0.02                                    | 0.45±0.02                              | estourou na localização FRB 180916 |
| FRB 181228      | 2018-12-28 13:48:50.10                 | 06h 09m        | -45° 58′       | 354.2±0.9     | 1.24+0.13 −0.15  | 19.23              | 3.78±0.06                                    | —                                      | |
| FRB 190103      | 2019-01-03 13:47:23.322                | 12h 42m        | +65° 08′       | 364.0±0.3     | 2.66±0.1         | 0.6±0.3            | 3.49±0.05                                    | —                                      | estourou na localização FRB 181119 |
| FRB 190116.1    | 2019-01-16 13:07:33.833                | 12h 49m        | +27° 09′       | 444.0±0.6     | 4.0±0.5          | 0.3±0.2            | 4.37±0.08                                    | —                                      | repetindo FRB |
| FRB 190116.2    | 2019-01-16 13:08:20.412                | 12h 49m        | +27° 09′       | 443.6±0.8     | 1.5±0.3          | 0.4±0.2            | 4.37±0.08                                    | —                                      | repetindo FRB |
| FRB 190126      | 2019-01-26 01:32:45.328                | 01h 58m 00.75s | +65° 43′ 00.5″ | 349.8±0.5     | 2.53±0.13        | 0.7±0.3            | 1.63±0.02                                    | —                                      | |
| FRB 190209      | 2019-02-09 08:20:20.977                | 09h 37m        | +77° 40′       | 424.6±0.6     | 3.7±0.5          | 0.4±0.2            | 3.95±0.07                                    | —                                      | repetindo FRB |
| FRB 190210      | 2019-02-10 08:17:13.907                | 09h 37m        | +77° 40′       | 425.2±0.5     | 9.4±1.4          | 0.6±0.4            | 3.95±0.07                                    | —                                      | repetindo FRB |
| FRB 190216      | 2019-02-16 15:26:58.029                | 17h 05m        | +68° 17′       | 1281.0±0.6    | 20.2±1.7         | 0.4±0.2            | 10.89±0.15                                   | —                                      | estourou na localização FRB 181017.2 |
| FRB 190222      | 2019-02-22 18:46:01.367                | 20h 52m        | +69° 50′       | 460.6±0.1     | 2.97±0.90        | 1.9±0.6            | 3.91±0.07                                    | —                                      | repetindo FRB |
| FRB 190301      | 2019-03-01 18:03:02.479                | 20h 52m        | +69° 50′       | 459.8±0.4     | 2.44±0.8         | 1.4±0.5            | 3.91±0.07                                    | —                                      | repetindo FRB |
| FRB 190313      | 2019-03-13 09:21:46.725                | 12h 42m        | +65° 08′       | 364.2±0.6     | 1.5±0.2          | 0.4±0.2            | 3.49±0.05                                    | —                                      | estourou na localização FRB 181119 |
| FRB 190523      | 2019-05-23 06:05:55.815                | 13h 48m 15.6s  | +72° 28′ 11″   | 760.8±0.6     | 0.42±0.05        | 670                | 7.08±0.11                                    | 7.51±0.06                              | localizado em apenas 5 segundos de arco |
| FRB 190711      | 2019-07-11 01:53:41.093                | 21h 56m        | -80° 23′       | 593±2         | —                | —                  | —                                            | —                                      | |
| FRB 190714      | 2019-07-14 05:17:12.901                | 12h 16m        | -13° 00′       | 504±2         | —                | —                  | —                                            | —                                      | |
| FRB 190805      | 2019-08-05 09:21:08                    | 22h 18m        | -08° 35′       | 460.4±0.2     | 6±2              | —                  | —                                            | —                                      | estourou na localização FRB 171019 |
| FRB 190806      | 2019-08-06 17:07:58.0                  | 00h 02m        | -07° 35′       | 388.5         | —                | —                  | —                                            | —                                      | |
| FRB 190906      | 2019-09-06 00:08:46                    | 05h 31m 58.7s  | 33° 08′ 52.6″  | —             | —                | —                  | —                                            | —                                      | estourou na localização FRB 121102 |
| FRB 190910.1-12 | 2019-09-12                             | 05h 31m 58.7s  | 33° 08′ 52.6″  | —             | —                | —                  | —                                            | —                                      | 12 rajadas detectadas no local FRB 121102 em um intervalo de tempo de 3 horas |
| FRB 191001      | 2019-10-01 16:55:35.971                | 21h 32m        | -54° 40′       | 506.92±0.04   | —                | —                  | 4.37±0.08                                    | —                                      | |
| FRB 191107      | 2019-11-07 18:55:36.7                  | 08h 02m        | -13° 44′       | 714.25        | —                | —                  | —                                            | —                                      | |
| FRB 191223      | 2019-12-23 04:55:31.2                  | 20h 34m        | -75° 09′       | 665           | —                | —                  | —                                            | —                                      | |
| FRB 191228      | 2019-12-28 09:16:16.444                | 22h 57m        | -29° 46′       | 297.9±0.5     | —                | —                  | —                                            | —                                      | |
| FRB 200120      | 2020-01-20                             | —              | —              | —             | —                | —                  | —                                            | —                                      | Localizada em uma galáxia a 11,7 milhões de anos-luz de distância, o que a torna a explosão rápida de rádio mais próxima conhecida, 40 vezes mais perto do que o sinal extragaláctico mais próximo. |
| FRB 200428      | 2020-04-28                             | 19h 35m        | +21° 54′       | 332.8         | —                | —                  | —                                            | —                                      | |
| FRB 201124      | 2020-11-24 08:50:41                    | 05h 08m        | +26° 11′       | 413.52±0.05   | —                | —                  | —                                            | —                                      | atividade de explosão de repetição muito alta relatada como tendo começado em 23 de março de 2021; inclui "extremamente brilhante" 15 de abril de 2021                                              |
| FRB 210401      | 2021-04-01 11:33:01.66(1)              | 05h 07m        | +25° 53′       | 412±3         | —                | —                  | —                                            | —                                      | |
| FRB 210402      | 2021-04-02 05:48:59.114(1)             | 05h 08m        | +26° 02′       | 414±3         | —                | —                  | —                                            | —                                      | |